# 福孔迪凯尔
福孔迪凯尔（法語：Faucon-du-Caire，法語發音：[fokɔ̃ dy kɛʁ]）是法国上普罗旺斯阿尔卑斯省的一个市镇，属于福卡尔基耶区。

## 地理
福孔迪凯尔（44°23'50"N, 6°5'29"E）面积19.93 平方千米，位于法国普罗旺斯-阿尔卑斯-蓝色海岸大区上普罗旺斯阿尔卑斯省，该省份为法国东南部内陆省份，北起上阿尔卑斯省，西接沃克吕兹省，西北接德龙省，南至瓦尔省，东临滨海阿尔卑斯省，东北部与意大利接壤。
与福孔迪凯尔接壤的市镇（或旧市镇、城区）包括：巴永、勒凯尔、屈尔邦、日戈尔、蒂里耶、旺特罗勒。

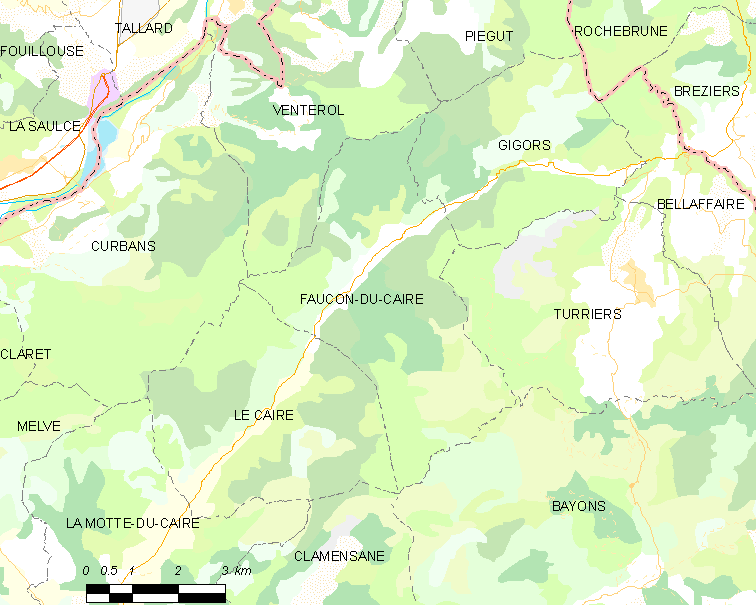
福孔迪凯尔的OSM定位图

福孔迪凯尔的时区为UTC+01:00、UTC+02:00（夏令时）。

## 行政
福孔迪凯尔的邮政编码为04250，INSEE市镇编码为04085。

## 政治
福孔迪凯尔所属的省级选区为塞讷县。

## 人口

1962-2008年间福孔迪凯尔人口变化图示

福孔迪凯尔于2022年1月1日时的人口数量为62人。